# Timioderus refringens
Timioderus refringens is een vliesvleugelig insect uit de familie Eucharitidae. De wetenschappelijke naam is voor het eerst geldig gepubliceerd in 1916 door Waterston.